# كوبا بيرو 1993
كوبا بيرو 1993 هو موسم من كوبا بيرو ‏. فاز فيه Aurich–Cañaña ‏.